# Cordylochernes costaricensis
Espèce
Cordylochernes costaricensis est une espèce de pseudoscorpions de la famille des Chernetidae.

## Distribution
Cette espèce se rencontre au Mexique, au Costa Rica et en Bolivie.

## Étymologie
Son nom d'espèce, composé de costaric[a] et du suffixe latin -ensis, « qui vit dans, qui habite », lui a été donné en référence au lieu de sa découverte, le Costa Rica.

## Publication originale
- Beier, 1932 : Zur Kenntnis der Lamprochernetinae (Pseudoscorp.). Zoologischer Anzeiger, vol. 97, p. 258-267.